# 범공포증

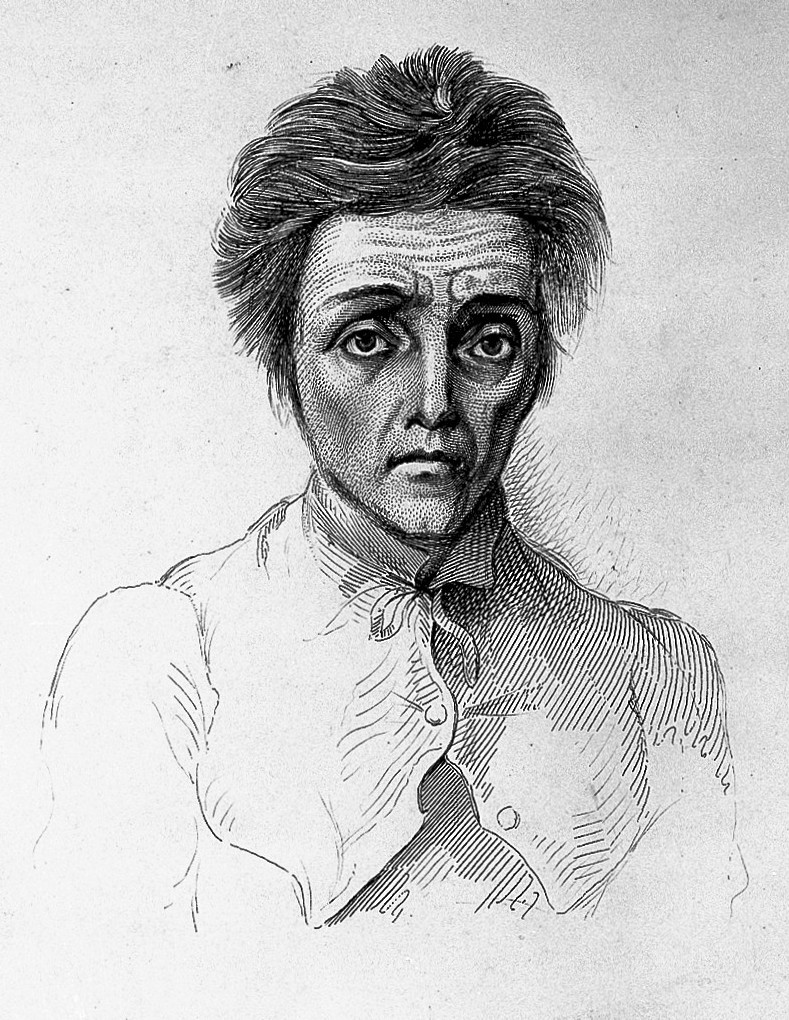
범공포증 진단을 받은 여성

범공포증(汎恐怖症, 영어: panphobia, panophobia, 그리스어 πᾶν - pan, neuter of "πᾶς" - pas, "모든 것"과 φόβος - phobos, "공포")은 "비특정공포" 또는 "모든 두려움"으로 알려져 있는 공포 장애이며, "일부 알 수 없는 악의 애매하고 지속적인 두려움."이라 설명된다. 범공포증은 의료 참조의 공포증의 형식으로 등록되지 않았다.

## 같이 보기
- 공포증 목록
- 범불안장애
- 경계성 인격 장애
- 가신경증성분열병
- 판타스틱 피어 오브 에브리씽 (2012년 영국 영화)